# (12511) Patil
(12511) Patil (1998 FQ121) – planetoida z pasa głównego asteroid okrążająca Słońce w ciągu 3,48 lat w średniej odległości 2,3 j.a. Odkryta 20 marca 1998 roku.